# Krasanovići
Krasanovići (en serbe cyrillique : Красановићи) est un village de Bosnie-Herzégovine. Il est situé dans la municipalité de Bratunac et dans la république serbe de Bosnie. Selon les premiers résultats du recensement bosnien de 2013, il compte 304 habitants.

## Géographie
Krasanovići est situé sur les bords de la Drina.

## Démographie

### Répartition de la population (1991)
En 1991, le village comptait 532 habitants, répartis de la manière suivante :